# Rūpaloka
Dans le bouddhisme, Rūpaloka, ou rupadhatu le monde de la forme est l'un des trois mondes de la cosmologie bouddhiste et de la théorie sur la méditation. Royaume divin où les êtres sont libérés du monde du désir, mais restent attachés à des sensations et à des formes plus subtiles. Il n'y a ni goût ni odorat dans le monde de la forme. Les êtres y ayant repris naissance ont développé diverses absorptions méditatives ; ils sont très grands et vivent extrêmement longtemps.
Le monde de la forme est également associé aux quatre premiers Dhyanas, ou transes méditatives, états de concentration particulièrement poussés dans lesquels le méditant quitte le monde sensoriel, ne percevant plus l'environnement qui l'entoure. 
Le monde de la forme lui-même se subdivise en plusieurs royaumes.